# O. W. Fischer

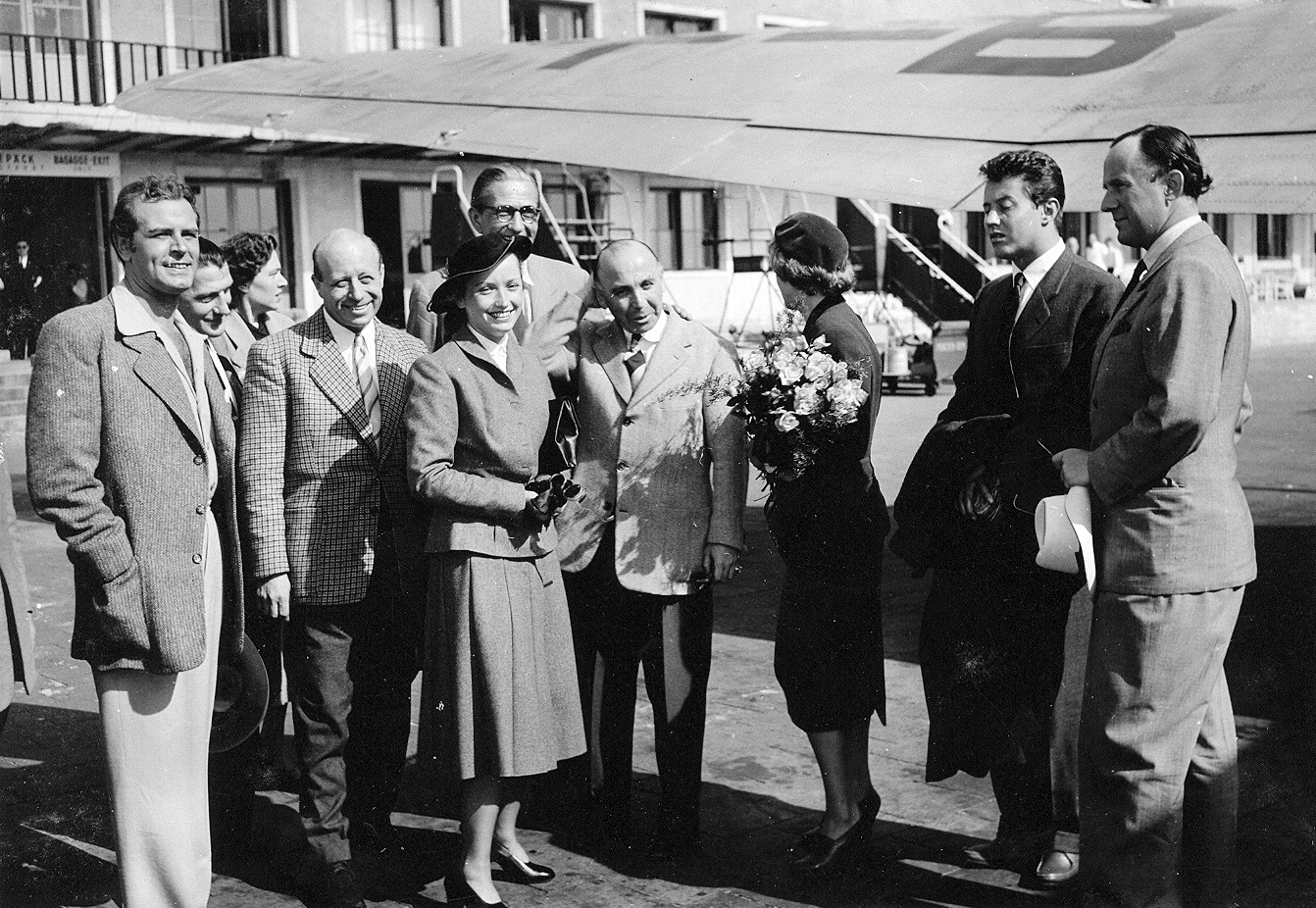
O. W. Fischer (links) mit einem Teil des Teams von Verträumte Tage und L'aiguille rouge am Flughafen München-Riem, 1950

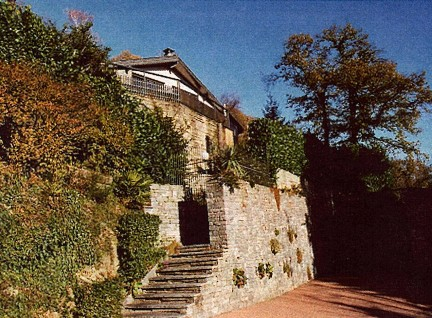
Ehemaliges Wohnhaus von O. W. Fischer in Vernate

O. W. Fischer (kurz für Otto Wilhelm Fischer; * 1. April 1915 in Klosterneuburg, Niederösterreich, Österreich-Ungarn; † 29. Jänner 2004 in Lugano, Schweiz) war ein österreichischer Schauspieler, der von Anfang der 1950er- bis Mitte der 1960er-Jahre zu den größten Stars des deutschsprachigen Kinos zählte. Zweimal betätigte er sich auch als Regisseur. Er war zudem als Sprachforscher tätig.

## Leben
Otto Wilhelm Fischer, Sohn des promovierten Juristen und späteren Hofrats Franz Karl Fischer und seiner Ehefrau Maria Fischer, geborene Schoerg, wurde im österreichischen Klosterneuburg geboren, besuchte die Volksschule in der Langstögergasse in Klosterneuburg und das dortige Gymnasium. Nach der Matura 1933 studierte er mehrere Semester Anglistik, Germanistik und Kunstgeschichte an der Universität Wien, bevor er 1936 in Wien an das Max-Reinhardt-Seminar wechselte, um dort Schauspielunterricht zu nehmen. Über das Theater in der Josefstadt, die Münchner Kammerspiele und das Deutsche Volkstheater in Wien unter Walter Bruno Iltz spielte er sich ans Wiener Burgtheater, dessen Mitglied er von 1945 bis zu seinem Ausschluss 1952 war. Danach ging er einer Gastspieltätigkeit nach.

„Als Gustav Manker eines Abends vor der Vorstellung die Garderobe von O. W. Fischer betritt, sieht er diesen vor dem Schminkspiegel sitzen, gebannt sein Spiegelbild betrachten und hört ihn leise zu sich selbst sagen: ‚Wie kann ein Mensch sooo schön sein ...?!!‘“

Filmrollen, in denen er ab 1936 auftrat, darunter ein stark antisemitischer Part in Wien 1910, brachten ihm 1944 einen Eintrag in Goebbels’ „Gottbegnadeten-Liste“ ein.
Fischer war katholisch und heiratete 1942 die aus Prag stammende Schauspielerin Anna (Nanni) von Usell (1903–1985). Von 1949 bis 1952 hatte er ein Verhältnis mit der Schauspielerin Gustl Gerhards (Dreizehn unter einem Hut).
1950 gelang ihm mit der Titelrolle in Erzherzog Johanns große Liebe der Durchbruch im Nachkriegskino. Zur Zeit des deutschen Wirtschaftswunders avancierte O. W. Fischer neben Curd Jürgens zum bestbezahlten deutschsprachigen Kinostar. In zahlreichen Filmen spielte er ein Liebespaar mit Maria Schell oder mit Ruth Leuwerik.
Seine distanzierte Spielweise und die monologhafte Sprache machten ihn in der zeitgenössischen deutschsprachigen Filmwelt unverwechselbar. Seine Vorliebe für grüblerische oder dämonische Gestalten wie den mythisch-tragischen Bayernkönig Ludwig II. (Ludwig II., 1955) oder den „Hellseher“ Erik Jan Hanussen (Hanussen, 1955) faszinierten Kinobesucher wie Kritiker.
Zweimal führte er auch selbst Regie. 1957 sollte er mit dem Film My Man Godfrey (Mein Mann Gottfried) eine Hollywoodkarriere beginnen, doch Fischer geriet in Konflikt mit dem dortigen Studiosystem, weswegen ihm nach wenigen Drehtagen bereits gekündigt wurde. Ersetzt wurde er durch David Niven. Fischer kehrte nach Deutschland zurück, wo er rasch an seine früheren Erfolge anknüpfen konnte.
Ab den 1960er Jahren lebte er in einer Villa mit großem Grundstück in Vernate bei Lugano im Schweizer Kanton Tessin.
Fischer erkannte (wie Willi Forst) bereits in den 1960er Jahren, dass seine Glanzzeit wie auch die des deutschen Nachkriegsfilms vorbei war. Er spielte dennoch bis 1969 mehr oder minder erfolgreich in europäischen Filmen. Bis 1988 war er auch immer wieder in Fernsehspielen zu sehen, etwa 1970 in Arthur Schnitzlers Das weite Land.
Im Jahr 2021 berichtete Senta Berger, O. W. Fischer habe während der Dreharbeiten zu dem Film Es muß nicht immer Kaviar sein (1961) versucht, sie in einem Hotel zu vergewaltigen.
In seinen späten Jahren widmete er sich als Privatgelehrter und Etymologe der Philosophie und Theologie. Seine „Allhypnose“-Theorie legte er in Vorträgen und Büchern dar. O. W. Fischer starb 2004 in einem Krankenhaus im schweizerischen Lugano an Herzversagen.
Seine Urne und die seiner Ehefrau befinden sich auf dem Friedhof seines letzten Wohnorts Vernate.
Seinen Nachlass beherbergt seit 2009 das Österreichische Theatermuseum.

## Theaterrollen
- Essex in Elisabeth von England von Ferdinand Bruckner
- Herbert Engelmann in Herbert Engelmann von Gerhart Hauptmann
- Prinz in Emilia Galotti von Gotthold Ephraim Lessing
- Fritz in Liebelei von Arthur Schnitzler, Debüt am Theater in der Josefstadt (1936)
- Kosinski in Die Räuber von Friedrich Schiller, Regie: Walter Bruno Iltz, Deutsches Volkstheater Wien
- Demetrius in Ein Sommernachtstraum von William Shakespeare Deutsches Volkstheater Wien (1938)
- Trenck in Baron Trenck der Pandur von Otto Emmerich Groh, Deutsches Volkstheater Wien (1940)
- Otto von Meran in Ein treuer Diener seines Herrn von Franz Grillparzer, Deutsches Volkstheater Wien
- Lionel in Die Jungfrau von Orleans von Friedrich Schiller, Deutsches Volkstheater Wien (1942)
- Rosenberg in König Ottokars Glück und Ende von Franz Grillparzer, Regie: Walter Bruno Iltz, Deutsches Volkstheater Wien (1942)
- Titelrolle im Demetrius von Friedrich Hebbel; Regie: Walter Ullmann, Deutsches Volkstheater Wien
- Anatol in Frage an das Schicksal von Arthur Schnitzler (1946)
- Oswald in Gespenster von Henrik Ibsen Akademietheater Wien (1946)
- Orsino in Was ihr wollt von William Shakespeare
- Dorfkaplan in Der Gesang im Feuerofen von Carl Zuckmayer
- Saint Just in Dantons Tod von Georg Büchner (1947)
- Titelrolle in Der Schwierige von Hugo von Hofmannsthal, 1967 bei den Salzburger Festspielen
- Gehirnmediziner in Stunde der Bewährung (1970)
- Hauptmann Bluntschli in Helden von George Bernard Shaw (1971)

## Filmografie

### Kino
- 1936: Burgtheater
- 1939: Anton, der Letzte
- 1940: Meine Tochter lebt in Wien
- 1941: Der Meineidbauer
- 1942: Wien 1910
- 1942: Sommerliebe
- 1943: Die beiden Schwestern
- 1943: Sieben Briefe
- 1943: Glück unterwegs
- 1944: Spiel mit der Liebe
- 1944: Leuchtende Schatten (unvollendet)
- 1947: Triumph der Liebe
- 1947: Das unsterbliche Antlitz
- 1948: Hin und her
- 1948: Verlorenes Rennen
- 1949: Liebling der Welt
- 1949: Märchen vom Glück
- 1950: Erzherzog Johanns große Liebe
- 1950: Verträumte Tage / L’Aiguille rouge
- 1951: Fünf Mädchen und ein Mann (A Tale of Five Cities)
- 1951: Heidelberger Romanze
- 1951: Das letzte Rezept
- 1952: Tausend rote Rosen blühn
- 1952: Ich hab’ mich so an dich gewöhnt
- 1952: Bis wir uns wiederseh’n
- 1952: Cuba Cabana
- 1953: Der träumende Mund
- 1953: Ein Herz spielt falsch
- 1953: Solange Du da bist
- 1953: Tagebuch einer Verliebten
- 1954: Bildnis einer Unbekannten
- 1954: Ludwig II.
- 1954: Eine Liebesgeschichte
- 1955: Napoleon (Napoléon)
- 1955: Hanussen (auch Regie)
- 1955: Ich suche Dich (auch Regie)
- 1956: Mein Vater, der Schauspieler
- 1957: Herrscher ohne Krone
- 1957: El Hakim
- 1957: Skandal in Ischl
- 1958: … und nichts als die Wahrheit
- 1958: Peter Voss, der Millionendieb
- 1958: Don Vesuvio und das Haus der Strolche (Il bacio del sole)
- 1958: Helden
- 1959: Die schwarze Lorelei (Whirlpool)
- 1959: Abschied von den Wolken
- 1959: Menschen im Hotel
- 1959: Peter Voss, der Held des Tages
- 1959: Und das am Montagmorgen
- 1960: Mit Himbeergeist geht alles besser
- 1960: Scheidungsgrund: Liebe
- 1961: Es muß nicht immer Kaviar sein
- 1961: Diesmal muß es Kaviar sein
- 1961: Das Riesenrad
- 1962: Axel Munthe. Der Arzt von San Michele
- 1963: Frühstück im Doppelbett
- 1963: Das Geheimnis der schwarzen Witwe
- 1965: Onkel Toms Hütte
- 1965: Der Marquis – der Mann, der sich verkaufen wollte (El Marques)
- 1966: Geh ins Bett, nicht in den Krieg (Non faccio la guerra, faccio l‘amore)
- 1969: Liebesvögel (Lovebirds)

### Fernsehen (Auswahl)
- 1969: Transplantation
- 1970: Das weite Land (Produktionsjahr 1969)
- 1970: Die Fliege und der Frosch
- 1972: Amouren
- 1977: Ein Glas Wasser
- 1987: Herbst in Lugano

Porträts und Interviews
- Das Künstlerporträt (1959; NWDR)
- Die Rückkehr des O.W. Fischer (1968; ZDF)
- Auferstehung in Lugano (1986; ZDF)
- Ich möchte noch erwachsen werden (1990; BR)
- Liebe, Tod und Teufel (1997; ORF)
- Wortwechsel (1998; SWF)
- O. W. Fischer im Gespräch mit Jürgen Fliege (2002; BR)
- Spiegel der Gedanken (2004; ORF)

## Auszeichnungen
- 1950, 1951: Donauweibchen
- 1953–1956, 1987 und 1990: Bambi
- 1955: Filmband in Silber (Bester Hauptdarsteller) für Ludwig II.
- 1956: Filmfestival San Sebastian: Silberne Muschel (Regie, Darsteller) für Ich suche Dich
- 1956: Preis der spanischen Filmjournalisten (Bestes Drehbuch) für Ich suche Dich
- 1958–1961: Bambi
- 1958–1963: Bravo-Otto (vier Gold, zwei Silber)
- 1959: Filmband in Gold (Bester Hauptdarsteller) für Helden
- 1959: Bundesfilmpreis für Helden
- 1959: Preis der deutschen Filmkritik für Helden
- 1960: Österreichisches Ehrenkreuz für Wissenschaft und Kunst I. Klasse
- 1961: Europa-Preis in Gold für Das Riesenrad
- 1961: Ehrenmitgliedschaft der Vereinigung der spanischen Filmjournalisten
- 1970: Ernennung zum Professor
- 1977: Filmband in Gold für langjähriges und hervorragendes Wirken im deutschen Film
- 1980: Komturorden der Bundesrepublik Deutschland
- 1987: Cordon Bleu du Saint Esprit
- 1996: Großes Goldenes Ehrenzeichen für Verdienste um die Republik Österreich[8]
- 1996: Ehren-Romy für das Lebenswerk
- Großes Verdienstkreuz der Bundesrepublik Deutschland

## Publikationen
- Erklärung der Allhypnostheorie. 1968.
- Engelsknabe war ich keiner. Erinnerung an eine Jugend. Langen Müller, München 1986, ISBN 3-7844-2109-1.
- Auferstehung in Hollywood. Texte. Österreichische Staatsdruckerei, ISBN 3-7046-0037-7.
- Ferner Klang. Texte. Hess, Ulm 1999, ISBN 3-87336-000-4.
- Meine Geheimnisse. Erinnerungen und Gedanken. Mit [20 Porträtzeichnungen und] einem Nachwort von Margarethe Krieger. Langen Müller, München 2000, ISBN 3-7844-2770-7.